# St. Christophorus (Wallsbüll)

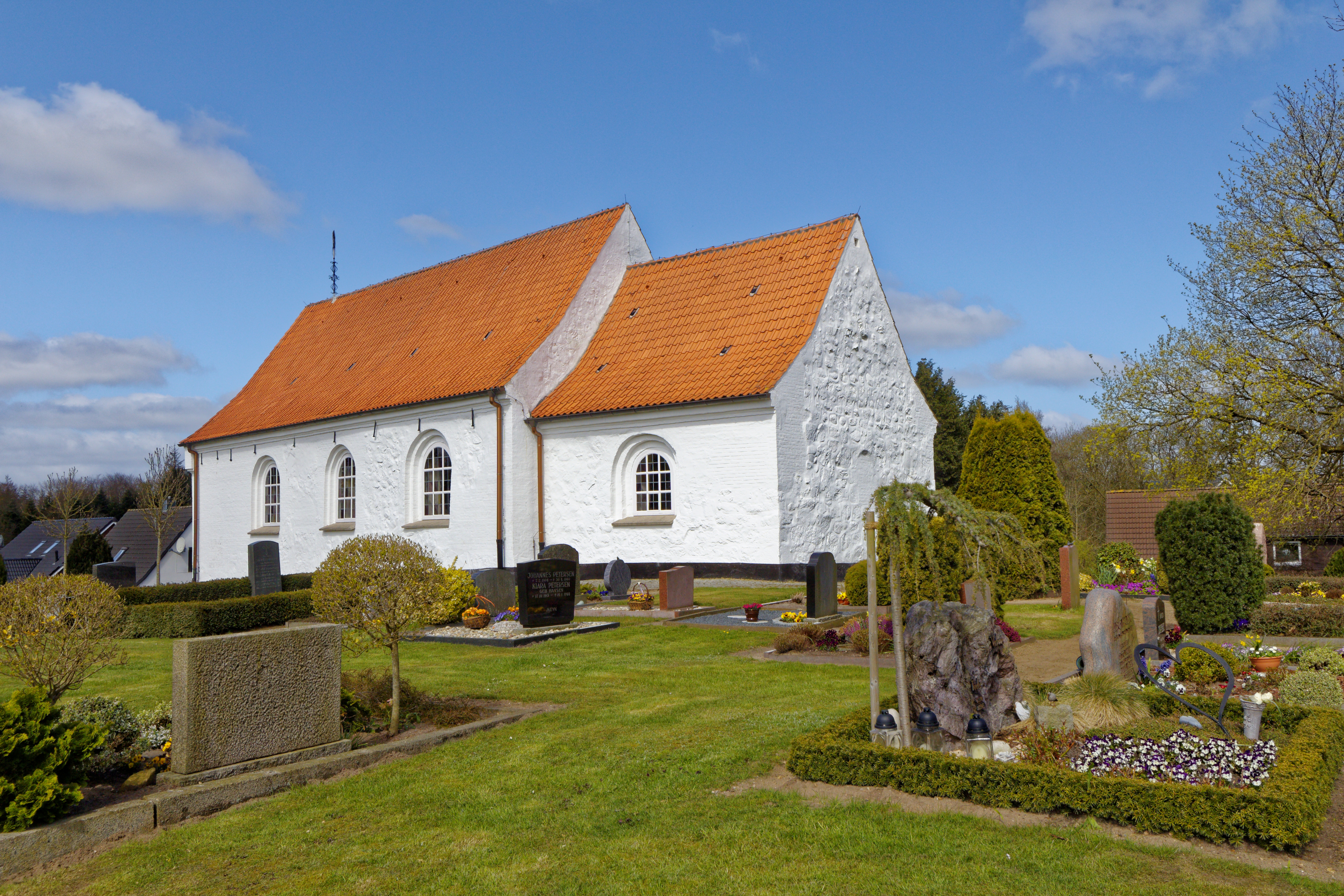
Kirche St. Christophorus

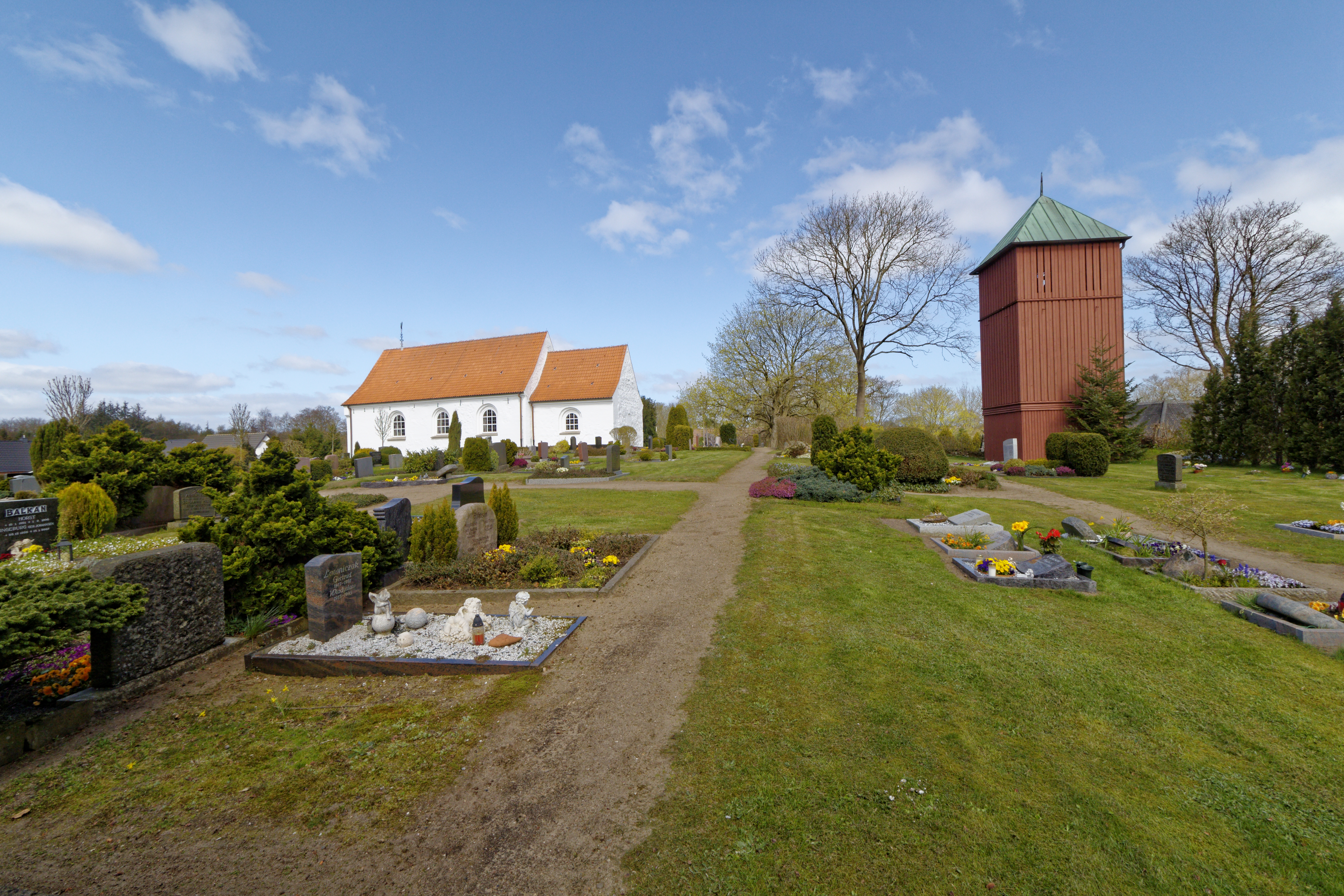
Kirche St. Christophorus mit Glockenstapel und mit Kirchhof

St. Christophorus ist eine evangelisch-lutherische Kirche in der Gemeinde Wallsbüll im Kreis Schleswig-Flensburg.

## Geschichte
Die romanische Feldsteinkirche wurde im 12. Jahrhundert errichtet. Sie wurde im Jahr 1998 nach dem Heiligen Christophorus benannt.
Die Kirche wurde aus geschichtlichen, künstlerischen, städtebaulichen Gründen und als prägend für die Kulturlandschaft unter Denkmalschutz gestellt. Zudem wurden die Kirchenausstattung und der Kirchhof mit dem Südertor (südliches Kirchhoftor) und dem Nordertor (nördliches Kirchhoftor) sowie der Feldsteinwall unter Denkmalschutz gestellt.
Der Christophorus-Kirchengemeinde gehören heute ungefähr 1000 Gemeindemitglieder aus den Dörfern Wallsbüll und Meyn an. Nach dem Zuzug junger Familien in neuerer Zeit hat die Kirchengemeinde einen evangelischen Kindergarten eingerichtet.

## Bau und Ausstattung
Die romanische Feldsteinkirche wurde im 12. Jahrhundert errichtet. Der Glockenturm der Kirche steht als Glockenstapel gesondert, in einem Abstand von einigen Metern. Der Friedhof ist von einer Feldsteinmauer umgeben und wird durch zwei gemauerte Tore betreten.

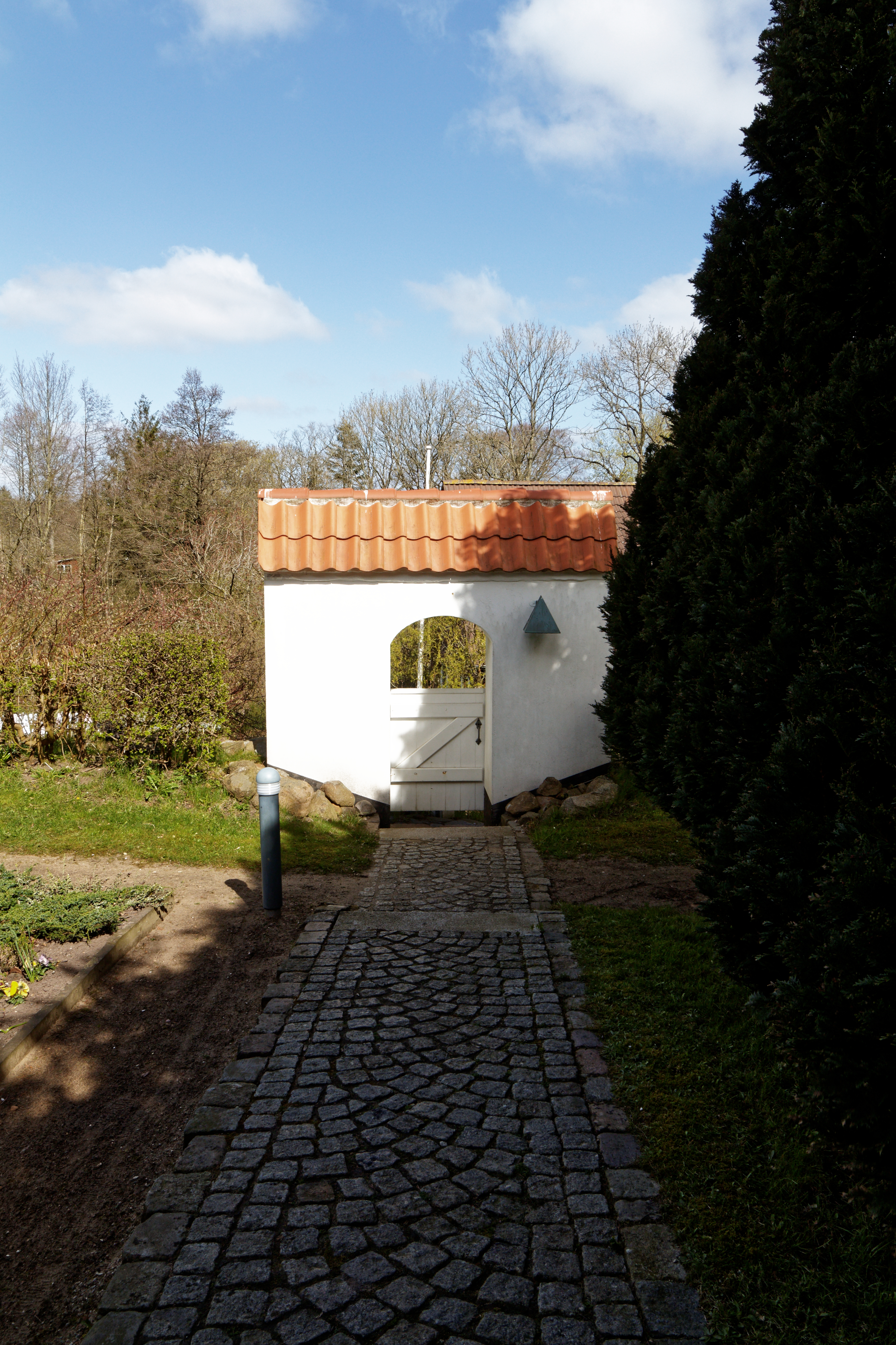
Nordertor
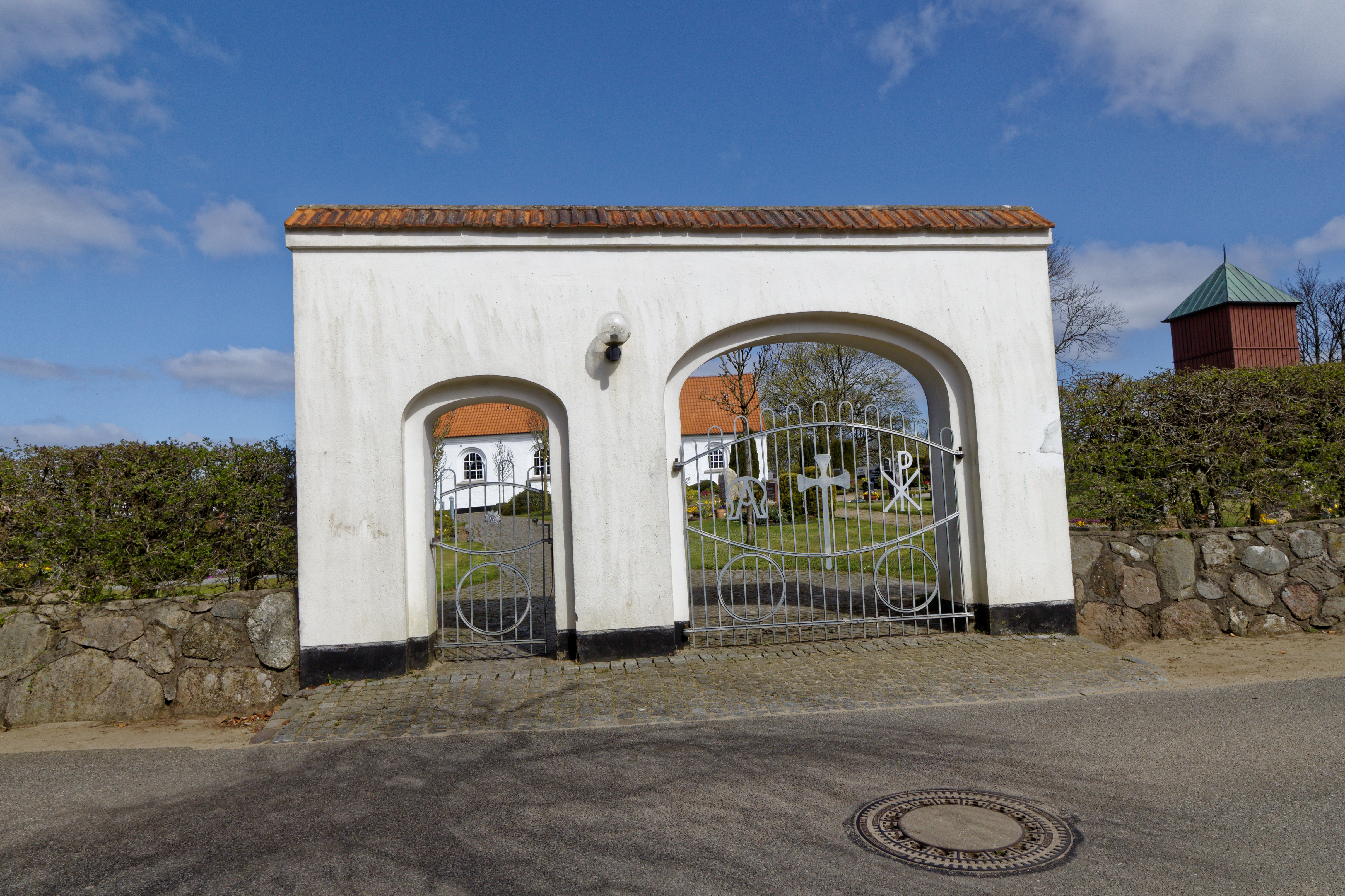
Südertor
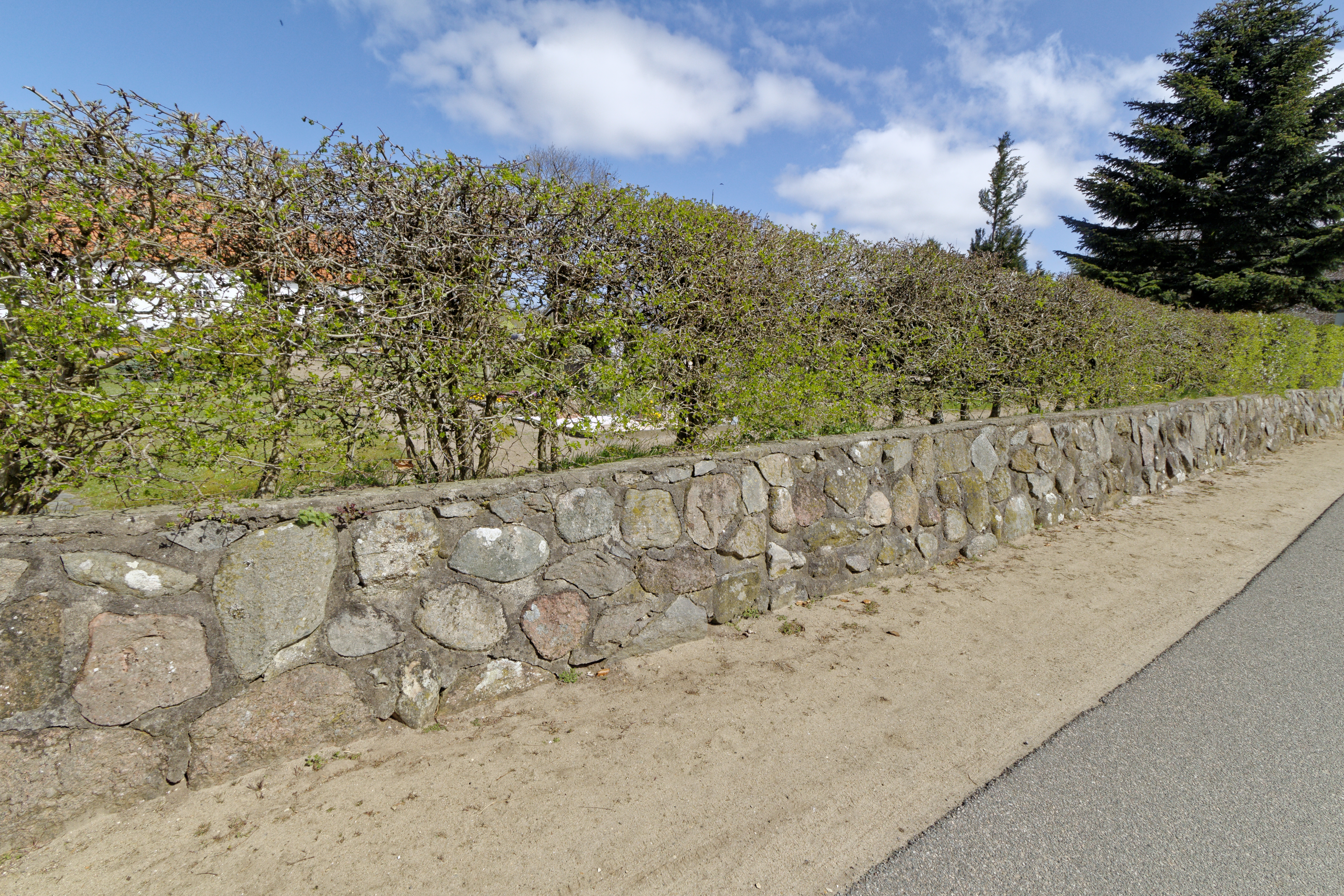
Feldsteinwall

Im Inneren ist die Kirche schlicht gestaltet. Das Kirchenschiff ist flachgedeckt. Es wurde 1868 nach Westen verlängert. Der schief angesetzte Chor erhielt in der Spätgotik ein Gewölbe. Gleichzeitig wurde der Chorbogen spitzbogig umgearbeitet. Im Gewölbe befinden sich Reste der spätgotischen Ausmalung und einer Übermalung um 1600. Außerdem sind im Chorbogen im Jahre 1928 Malereien hinzugefügt worden, die in drei Kartuschen biblische Figuren darstellen.
Das älteste Ausstattungsstück ist ein romanischer hoher Taufstein aus Granit in der Form von einem Kelch, vermutlich aus der Zeit vor 1200. Vorreformatorisch sind vier mittelalterliche Holzskulpturen: Bei einer Anna selbdritt, bei der Maria neben ihrer Mutter steht, ist das ursprünglich auf Annas Schoß sitzende Christuskind verlorengegangen. Ebenso fehlt der haltende linke Arm der Anna. Die Figurengruppe hat eine Höhe von 34 cm.
Eine Sitzmadonna mit Christuskind und ein Christophorus, welcher der Wallsbüller Kirche ihren Namen gab, sind von einem spätmittelalterlichen Schnitzaltar aus der Zeit kurz vor 1500 übriggeblieben. Maria hält das Kind in ihren Armen und reicht ihm einen Apfel in seine Hand. Es ist das Symbol des Heils. Diese Gruppe, die aus Eiche geschnitzt wurde, hat eine Höhe von 56 cm. Die Figur des Christophorus, ebenfalls aus Eiche geschnitzt, hat eine Höhe von 50 cm und steht auf einer kleinen Konsole im Turmraum der Kirche. Die Beine des Heiligen stehen in einem angedeuteten Wasser und sind somit bis zum Knie nicht sichtbar.

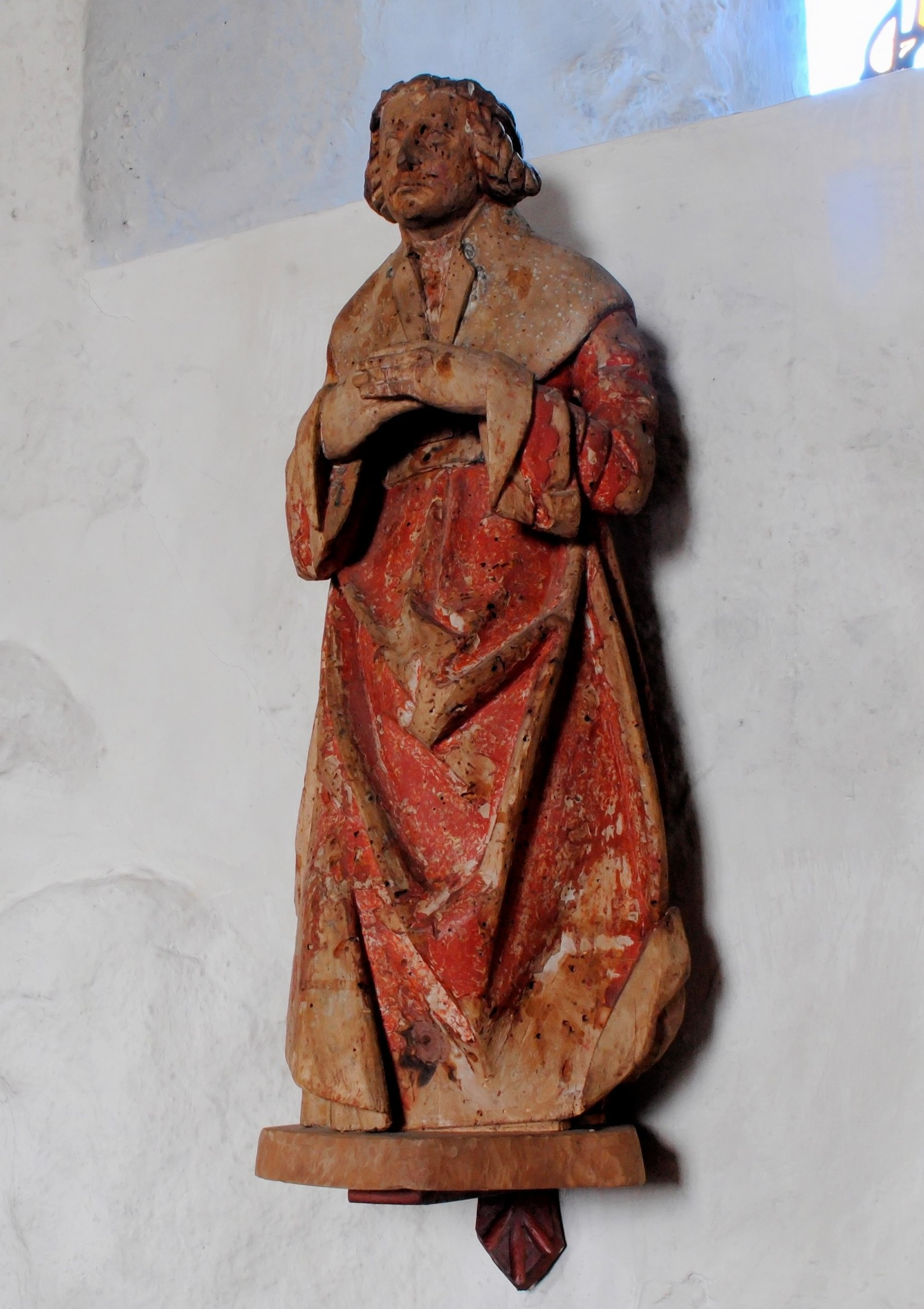
Schnitzfigur einer unbekannten Heiligen

Eine unbekannte weibliche Heilige, deren Krone sie als Königin ausweist, wurde, ungewöhnlich für Schleswig-Holstein, aus Föhrenholz geschnitzt. Sie hat eine Höhe von 56 cm. Ihre Haartracht, die an den Seiten des Kopfes unter der schmalen Krone hervortritt, besteht aus grob geflochtenen Zöpfen, die in einer nach unten gebogenen Form wieder nach oben laufen. Ihre angewinkelten Arme, die vor der Brust liegen, lassen die Handflächen übereinander liegen. Dabei fällt auf, dass die Form der Hände unproportional geschnitzt wurden. Die Farbfassung ist in einem Rotton in Resten vorhanden. Eine Datierung liegt nicht vor. Jedoch kann die Datierung der Herstellung dieser Figur auf 1520/30 angegeben werden.
Nach der Reformation kam eine Kanzel aus dem 16. Jahrhundert dazu. Der Korb ist in fünf Relieffelder gegliedert, die von Hermenpilaster flankiert sind. In den Reliefs deuten sich die Figuren des Paulus und der vier Evangelisten. Die Namensbezeichnung ist den Rollwerkkartuschen am Fußende zu entnehmen.
Auf dem aus Stein gehauenen Altar steht ein barockes Holzretabel mit einem Abendmahlsgemälde von 1730. Das Predella-Feld ist mit einer Beschriftung versehen. Die Ädikula ist seitlich mit Akanthus-Anschwüngen verziert. Über dem Gemälde des Abendmahls öffnet sich ein gesprengter Giebel mit einer rankenumgebenen, herzförmigen Kartusche.

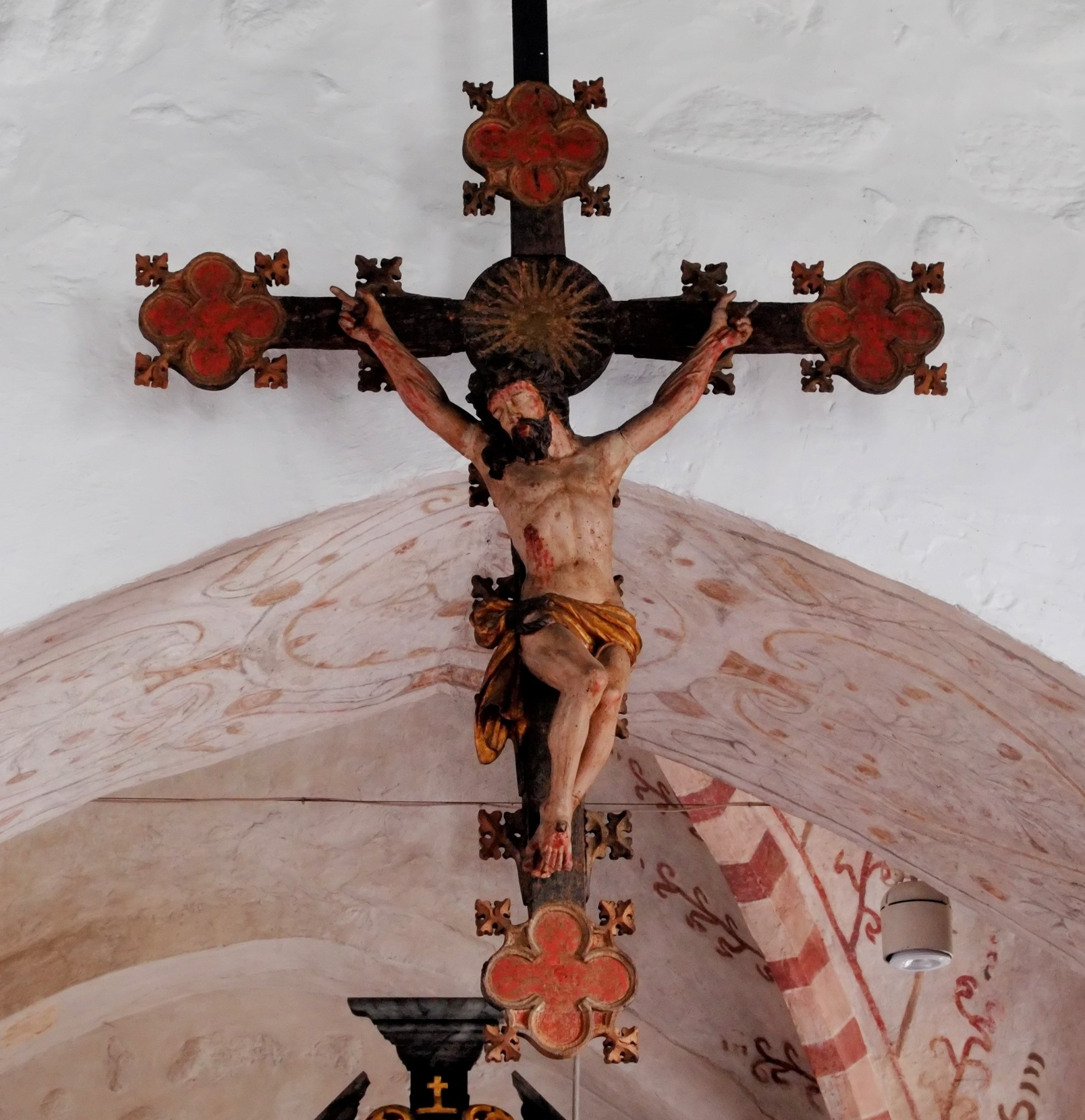
Kruzifix mit neugotischem Kreuz und Corpus um 1700

Ein Kruzifix hängt am Chorbogen. Das Holzkreuz mit seinen roten Vierpassenden ist neugotisch. Es ist mit gotischen Krabben geschmückt und zeigt auf dunklem Holz über dem Kopf des Corpus eine goldfarbige Aureole. Der Corpus ist älterem Datums und kann auf die Zeit um 1700 datiert werden. Auffällig sind die angewinkelten Beine. Zudem wird das Lendentuch an der Seite mit einem geflochtenen Band zusammengehalten.
Zudem hängt seit dem Jahr 2000 in Gemälde des Heiligen Christophorus in der Kirche, das die polnische Künstlerin Anna Sobol gemalt hat. Es ist eine moderne Darstellung dieser Figur. Der Heilige reicht den Händen, die sich ihm entgegenrecken, seine helfende Hand. Das Thema dieses Werkes ist die Jahrtausendwende.
Auf der Altarplatte befindet sich Altarleuchter-Paar aus der Spätgotik. Sie haben eine Höhe von 28 cm und sind aus Gelbguss gearbeitet. Der Sockelfuß mit dem Röhrenschaft und der Leuchterhalterung wird von drei vollplastischen symbolischen Löwenfiguren getragen.

## Sage von den Kirchen bauenden Riesen
Eine Sage berichtet davon, dass ein Riese in Großenwiehe und ein zweiter Riese in Medelby zeitgleich die Kirchen bauten. Da sie nur einen Hammer zum Behauen der Steine besaßen, warfen sie sich den Hammer bei Bedarf gegenseitig zu. Bei einem der Würfe beschädigten sie den Turm der Wallsbüller Kirche, weshalb die Kirche heutzutage nur einen niedrigen, gesonderten Glockenturm besitzt.